# Bachuvaripalli, Srinivaspur
Bachuvaripalli là một làng thuộc tehsil Srinivaspur, huyện Kolar, bang Karnataka, Ấn Độ.